# Oflag II-A
Il campo Oflag II-A (in tedesco Offizier-Lager II-A) fu un campo di prigionia tedesco della seconda guerra mondiale situato a sud di Prenzlau, nel Brandeburgo, 93 km a nord di Berlino. Ospitò principalmente ufficiali polacchi e belgi.

## Storia
Il campo fu originariamente costruito nel 1936 con funzione di caserma per il 38° reggimento di artiglieria. Fu riaperto come campo di prigionia nel settembre 1939 e ospitò principalmente ufficiali belgi e polacchi.
Con una superficie di circa 7 ettari, il campo fu diviso in due complessi: il Lager A, comprendente quattro blocchi di tre piani per i prigionieri e un blocco amministrativo con la mensa, e il Lager B, comprendente vari garage e officine, alcuni dei quali utilizzati come alloggi supplementari per i prigionieri. Il campo fu circondato con una doppia recinzione di filo spinato e con sette torri di guardia per controllare il perimetro.
Il 17 marzo 1945, un gruppo di ufficiali polacchi malati fu spostato dal campo Oflag II-C all'Oflag II-A. Il 12 aprile 1945, due bombe sganciate da un aereo russo colpirono il blocco B causando la morte di otto prigionieri e il ferimento di diversi altri.
Il campo fu liberato dall'Armata Rossa la mattina del 28 aprile 1945.

### Evacuazione
Nel novembre 1944 il campo cambiò nome in Oflag 80 e il 25 aprile 1945 iniziò l'evacuazione parziale verso ovest. Il campo di prigionia tedesco Oflag 80 esistette fino al 25 aprile 1945 prima di essere liberato dall'esercito sovietico e convertito in "Campo di prigionia sovietico di Prenzlau", la cui esistenza è documentata fino al luglio 1945.
Successivamente gli edifici furono occupati dalle forze sovietiche e servirono come caserme per le forze armate sovietiche fino al 1992.

## Comandanti
- Oberst Jesco von Puttkamer[2][10]

## Prigionieri noti
- Kazimierz Laskowski, polacco, medaglia olimpica nella scherma;[11]
- Raymond Troye, belga, ufficiale e scrittore.